# Europaparlamentsvalet i Lettland 2009
Europaparlamentsvalet i Lettland 2009 ägde rum lördagen den 6 juni 2009. Knappt 1,5 miljoner personer var röstberättigade i valet om de åtta mandat som Lettland hade tilldelats innan valet. Lettland var inte uppdelat i några valkretsar, utan fungerade som en enda valkrets i valet. I valet tillämpade landet ett valsystem med partilistor, Sainte-Laguës metod och en spärr på 5 procent för småpartier.
Medborgarunionen och Harmonicenter var valets två vinnare. Konservativa Medborgarunionen, som hade bildats av en utbrytargrupp ur Fosterland och frihet under 2008, erhöll knappt 25 procent av rösterna, vilket innebar att partiet blev störst i Lettland och vann två mandat. Socialdemokratiska Harmonicenter erhöll nära 20 procent av rösterna, vilket innebar en rejäl uppgång från valet 2004. Det gav också koalitionen dess två första mandat i Europaparlamentet. Nationalistiska Fosterland och frihet och konservativa Ny era var de två största förlorarna. Tillsammans backade de med mer än 35 procentenheter och tappade totalt fyra mandat. Valet innebar även ett bakslag för Lettiska folkpartiet, som fick mindre än hälften så stor röstandel som i valet 2004 och därmed miste sitt enda mandat. I övrigt skedde inga större förändringar, mer än att För mänskliga rättigheter i enade Lettland och Lettiska vägen backade något, men utan att det gav något utslag i mandatfördelningen.
Valdeltagandet hamnade på 53,31 procent, en kraftig uppgång med nästan tolv procentenheter från valet 2004. Det innebar således den kraftigaste uppgången av valdeltagandet i hela unionen i Europaparlamentsvalet 2009. Därmed närmade sig valdeltagandet också deltagandet i de lettiska nationella valen. Det kan till exempel jämföras med valdeltagandet i Lettlands parlamentsval 2010, som uppgick till drygt 60 procent.

## Valresultat
|                                                                                               |          |  |          |        |
|                                                                                               | Andel    |  | Antal    | Mandat |
| Medborgarunionen                                                                              | 24,78 %  |  | 192 537  | 2      |
| Medborgarunionen                                                                              | +24,78 % |  | +192 537 | +2     |
| Harmonicenter                                                                                 | 19,93 %  |  | 154 894  | 2      |
| Harmonicenter                                                                                 | +15,12 % |  | +127 388 | +2     |
| För mänskliga rättigheter i enade Lettland                                                    | 9,84 %   |  | 76 436   | 1      |
| För mänskliga rättigheter i enade Lettland                                                    | –0,91 %  |  | +15 035  | ±0     |
| Lettiska vägen                                                                                | 7,63 %   |  | 59 326   | 1      |
| Lettiska vägen                                                                                | –2,24 %  |  | +2 917   | ±0     |
| Fosterland och frihet                                                                         | 7,59 %   |  | 58 991   | 1      |
| Fosterland och frihet                                                                         | –22,49 % |  | –112 868 | –3     |
| Ny era                                                                                        | 6,79 %   |  | 52 751   | 1      |
| Ny era                                                                                        | –13,09 % |  | –60 842  | –1     |
| Lettiska folkpartiet                                                                          | 2,83 %   |  | 21 968   | 0      |
| Lettiska folkpartiet                                                                          | –3,88 %  |  | –16 356  | –1     |
| Övriga partier och kandidater                                                                 | 20,61 %  |  | 160 176  | 0      |
| Övriga partier och kandidater                                                                 | +2,71 %  |  | +57 904  | ±0     |
| Ogiltiga och blanka röster                                                                    | 1,83 %   |  | 14 518   | 0      |
| Ogiltiga och blanka röster                                                                    | +0,70 %  |  | +8 001   | ±0     |
| Valdeltagande                                                                                 | 53,31 %  |  | 791 597  | 8      |
| Valdeltagande                                                                                 | +11,97 % |  | +213 716 | –1     |
| Antal röstberättigade 1 484 780 03 EPP 01 S&D 01 ALDE 01 G/EFA 01 ECR 01 GUE/NGL 00 EFD 00 NI |          |  |          |        |